# Diaphenchelys
Diaphenchelys is een geslacht van straalvinnige vissen uit de familie van murenen (Muraenidae).

## Soorten
- Diaphenchelys dalmatian Hibino, Satapoomin & Kimura, 2017
- Diaphenchelys laimospila Huang, Smith & Liao, 2021
- Diaphenchelys pelonates McCosker & Randall, 2007